# Stadio Abdurrahman Roza Haxhiu
Lo stadio Abdurrahman Roza Haxhiu è uno stadio della città di Lushnjë, in Albania. Ha una capienza di 8 500 posti a sedere, che possono arrivare a 12 000 contando i posti in piedi. 
È intitolato a uno dei calciatori albanesi più famosi, Roza Haxhiu, nonché membro di una delle famiglie più conosciute del paese. Ospita gli incontri casalinghi del Lushnja.

## Storia
Lo stadio è stato costruito a partire dal 1961 e all'epoca era uno dei maggiori stadi d'Albania. Inizialmente aveva il nome di Tractor, che era anche la denominazione dell'attuale Lushnja. Assunse il nome attuale nel 1992, per delibera del Comune di Lushnjë. Le tribune furono dipinte di giallo e verde, i colori sociali del club cittadino. 
Nel 2015 è stato aperto un museo dedicato alla squadra del Lushnjë ed è stato inaugurato un busto di Abdurrahman Roza Haxhiu, realizzato dallo scultore Maks Bushi.